# Homohelea atriclava
Homohelea atriclava är en tvåvingeart som först beskrevs av Jean-Jacques Kieffer 1921.  Homohelea atriclava ingår i släktet Homohelea och familjen svidknott.
Artens utbredningsområde är Taiwan. Inga underarter finns listade i Catalogue of Life.